# 100 v.Chr.
100 v.Chr. is een jaartal volgens de christelijke jaartelling.

## Gebeurtenissen

### Italië
- In Rome worden Gaius Marius en Lucius Valerius Flaccus, door de Senaat gekozen tot consul van het Imperium Romanum.
- In Rome wordt Julius Caesar geboren.
- Lucius Appuleius Saturninus, een tribunus, probeert opnieuw de Lex Agraria (landwet) met steun van Gaius Marius door te voeren. Quintus Caecilius Metellus Numidicus is tegen deze plannen, hij wordt verbannen en gaat naar Rhodos om filosofie te studeren. De landhervormingen voor veteranen mislukken, de senaatspartij (optimates) komt in opstand.
- Saturninus en zijn aanhangers verschansen zich in het Capitool, maar worden door watergebrek gedwongen zich over te geven. Daarna wordt hij opgesloten in het Senaatsgebouw en door tegenstanders van de Senaat met dakpannen gestenigd.
- Einde van de Tweede Slavenoorlog, de Romeinen verslaan op Sicilië de opstandige slaven onder hun "koning" Tryphon.

### Europa
- De Gallische stammen in West-Europa zijn voortdurend in strijd om het bezit van grondgebied in Gallië. De Kelten van Belgae migreren naar Engeland, voor de handel maakt men gebruik van munten en wordt het wiel toepepast voor het vervaardigen van potten in aardewerk.
- De Kelten bouwen op de noordkust van Schotland de brochs, deze versterkte burchten dienen voor bescherming tegen plunderende stammen.

### Palestina
- Alexander Janneüs verbreekt de handelsbetrekkingen met Aretas II, koning van de Nabateeërs en verovert de havenstad Gaza.
- In Jordanië worden de Nabataanse koningsgraven in Petra gebouwd, de graftombes worden uit de "rode" rotsen uitgehakt.

### Griekenland
- De Romeinen nemen de techniek - hypocaustum of hete lucht onder de vloer - over, deze wordt toegepast in o.a. badhuizen (thermen).
- Soranus, een Griekse geneeskundige, doet onderzoek in gynaecologie en verloskunde. Hij voert voor bevallingen de baarstoel in.

### Afrika
- De woestijnnomaden (Berbers) in Noord-Afrika gebruiken de dromedaris als rij- en lastdier. Hierdoor ontstaan handelswegen in de woestijn.

### Azië
- De eerste karavanen vertrekken vanuit de Chinese hoofdstad Chang'an. Langs de zijderoute ontstaan handelsposten (waarschijnlijke datum).

## Geboren
- Antipater (~100 v.Chr. - ~43 v.Chr.), gouverneur van Idumea en vader van Herodes de Grote
- Cornelius Nepos (~100 v.Chr. - ~25 v.Chr.), Romeins historicus en schrijver
- 13 juli - Gaius Julius Caesar (* ~100 v.Chr. - † ~44 v.Chr.), Romeins politiek-militair genie en dictator
- Gaius Octavius (~100 v.Chr. - ~59 v.Chr.), Romeins staatsman en vader van Gaius Julius Caesar Octavianus (Augustus)
- Titus Labienus (~100 v.Chr. - ~45 v.Chr.), Romeins tribunus en onderbevelhebber van Julius Caesar

## Overleden
- Lucius Appuleius Saturninus (~138 v.Chr. - ~100 v.Chr.), Romeins staatsman (38)
- Lucius Caecilius Metellus Diadematus (~160 v.Chr. - ~100 v.Chr.), Romeins consul en staatsman (60)
- Quintus Caecilius Metellus Balearicus (~166 v.Chr. - ~100 v.Chr.), Romeins consul en censor (66)